# Levas Vladimirovas
Levas Vladimirovas (russisch Лев Иванович Владимиров Lew Iwanowitsch Wladimirow; * 1912 in Telšiai; † 1999 in Vilnius) war ein litauischer Professor und Bibliothekar.

## Leben
Nach dem Abitur am Gymnasium Šilutė studierte Levas Vladimirovas von 1932 bis 1936 englische und deutsche Sprachen an der Vytauto Didžiojo universitetas in Kaunas. Von 1937 bis 1946 studierte er Wirtschaftswissenschaft und absolvierte das Diplomstudium der Germanistik an der Vilniaus universitetas in der litauischen Hauptstadt Vilnius. Ab 1952 leitete er den Lehrstuhl der Bibliothekswissenschaft. Von 1948 bis 1964 leitete er die Universitätsbibliothek Vilnius und von 1964 bis 1970 die Dag-Hammarskjöld-Bibliothek in New York City als Direktor. 1965 promovierte er in Geschichte. Ab 1980 lehrte er als Professor.
Von 1955 bis 1958 wurden auf seine Initiative etwa 19.000 seltene Bücher (zum Beispiel der Katechismus von Martynas Mažvydas) und Museumswerte aus Russland und der Ukraine nach Litauen zurückgebracht.